# Lawrence C. Phipps
Lawrence Cowle Phipps, född 30 augusti 1862 i Amityville, Pennsylvania, död 1 mars 1958 i Santa Monica, Kalifornien, var en amerikansk republikansk politiker och affärsman. Han representerade delstaten Colorado i USA:s senat 1919-1931.
Phipps anställdes som ung av Carnegie Steel. Han avancerade inom företaget till vice verkställande direktör. Han lämnade stålbranschen år 1901 och flyttade till Denver. Han var sedan verksam som investerare.
Phipps besegrade den sittande senatorn John F. Shafroth i senatsvalet 1918. Han omvaldes 1924 och ställde sedan inte upp för omval i senatsvalet 1930. Han efterträddes 1931 som senator av Edward P. Costigan.